# ای کی مانیتور (نرم افزار)
ای کی مانیتور (به انگلیسی: iKeyMonitor) یک برنامه نظارت برای گوشی‌ها و رایانه‌های لوحی آیفون و اندروید است. این برنامه برای کنترل والدین و نظارت بر کارکنان طراحی شده‌است. iKeyMonitor که به عنوان یک ابزار کنترل والدین شناخته می‌شود، می‌تواند برای نظارت از راه دور بر روی تلفن‌های کودکان، مانند پیامک، پیام‌های صوتی، تماس، چت اجتماعی، جی پی اس و اطلاعات بیشتر مورد استفاده قرار گیرد.

## تاریخ
iKeyMonitor در توسعه نرم‌افزار برای تلفن‌ها و رایانه‌ها مشارکت دارد تا فعالیت‌های کودکان و/یا کارکنان را از یک مکان مرکزی ردیابی کند. iKeyMonitor به نظارت و ضبط فعالیت کودکان/کارکنان در تلفن ها/مک‌های خود از جمله گزارش چت، ایمیل، سابقه وب، استفاده از برنامه و موارد دیگر کمک می‌کند. در سال ۲۰۱۲، iKeyMonitor به عنوان جاسوسی فرار از زندان برای آیفون منتشر شد. پشتیبانی از دستگاه‌های اندروید در سال ۲۰۱۴ با پشتیبانی اندروید 2.3.x منتشر شد. در سال ۲۰۱۷ سرویس جیلبریک iKeyMonitor آیفون بدون سرویس جیلبریک اضافه شد و برنامه پنل ابری ردیاب iSpy برای i KeyMonitor منتشر شد.

## امکانات
iKeyMonitor بر روی آیفون/آیپد جیلبریک شده و بدون جیلبریک، تلفن‌ها و رایانه‌های لوحی و روت شده اندرویدی کار می‌کند.
iKeyMonitor اجازه می‌دهد:
- اعلان کلمه کلیدی: هشدارها را به صورت دوره ای ارسال کنید و هنگام فعال شدن کلمات کلیدی، اسکرین شات بگیرید
- دسترسی: مخاطبین، تقویم، یادآوری، نشانک‌های مرورگر، سابقه وب در گوگل کروم، سافاری و مرورگر سهام اندروید
- ورود به سیستم: پیامک، پیام‌های متنی در مسنجر فیس بوک، واتس اپ، وی چت، اسنپ چت، سابقه تماس، مکان جی پی اس
- ضبط: اطراف، تماس‌ها و پیام‌های صوتی
- کنترل از راه دور: برنامه‌ها و بازی‌ها را با قوانین مشخص مسدود کنید، مانند اجازه دادن به حداکثر زمان استفاده روزانه، مسدود کردن برنامه‌ها در یک دوره خاص، مسدود کردن برنامه‌ها به‌طور مداوم و رفع انسداد موقت.